# Kenseitō

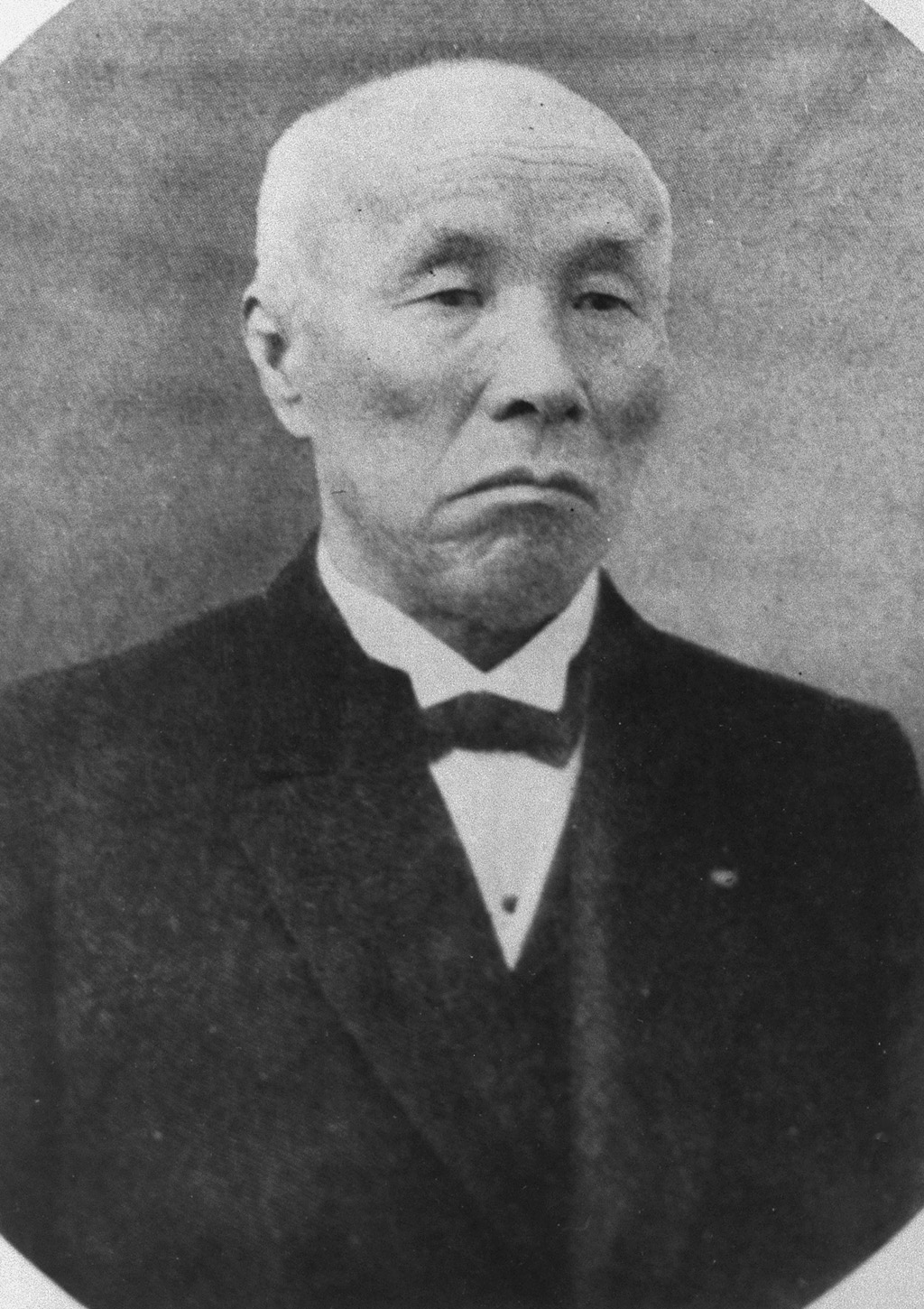
Ōkuma Shigenobu, fundador del Kenseitō.

El Kenseitō (憲政党?  Partido Constitucional) fue un partido político japonés de la era Meiji.
Fue fundado en junio de 1898, a partir de la unión del Shinpotō liderado por Ōkuma Shigenobu y el Jiyūtō liderado por Itagaki Taisuke, con Ōkuma como presidente del partido. Luego del colapso del gobierno de Itō Hirobumi, Ōkuma fue nombrado en primer ministro de Japón, y en la posterior elección, el Kenseitō obtuvo una mayoría de escaños en la cámara baja de la Dieta.
Sin embargo, miembros del antiguo Jiyūtō sintieron que Ōkuma no distribuyó los puestos del gabinete de manera proporcional, y se unieron con Yamagata Aritomo y otros miembros conservadores de la Dieta a criticar al ministro de Educación Ozaki Yukio por un discurso que interpretaron que promovía el republicanismo. Tras la renuncia de Ozaki, la facción del antiguo Jiyūtō continuó atacando el gobierno hasta la desintegración del gabinete de Ōkuma.
La facción del antiguo Jiyūtō se reorganizó en el Nuevo Kenseitō en noviembre de 1898 con Itagaki como su presidente y posteriormente se unió al Rikken Seiyūkai de Itō en 1900.
Los miembros restantes del partido que permanecían leales a Ōkuma se reorganizaron en el Kensei Hontō (Verdadero Kenseitō) en noviembre de 1898. Sin embargo, 34 miembros del partido renunciaron en 1901 luego del apoyo de Ōkuma a los esfuerzos del cuarto gabinete de Itō en aumentar los impuestos para pagar los gastos incurridos en la Rebelión Bóxer.
En 1903, el Kensei Hontō y el Rikken Seiyūkai unieron fuerzas para oponerse a la primera administración de Katsura Tarō. En 1907 Ōkuma renunció a ser presidente, y en las elecciones de 1909, el Kensei Hontō obtuvo solamente 65 escaños en la Dieta, al contrario de los 204 obtenidos por el Rikken Seiyūkai.
En marzo de 1910 el Kensei Hontō se unió con otros partidos pequeños para formar el Rikken Kokumintō.

## Resultados electorales
| Elecciones | Candidato       | # de escaños |
| ---------- | --------------- | ------------ |
| Ago. 1898  | Ōkuma Shigenobu | 191/376      |